# Садуль, Жорж
Жорж Саду́ль (фр. Georges Sadoul; 1904—1967) — французский историк, теоретик и критик кино.

## Биография
Сын писателя и этнолога Шарля Садуля (фр.).
Начинал как сюрреалист. Приняв коммунистические убеждения, в 1932 году вступил во Французскую коммунистическую партию. Участвовал в Движении Сопротивления. Сотрудник подпольной газеты «Летр франсез» (1939—1945), «Юманите».
В 1946 году была опубликована его книга «Всеобщая история кино», которая стала вехой в развитии киноведения. Руководил фильмотекой Франции (Cinémathèque Française). Ввёл в оборот термин «поэтический реализм».
Профессор Института высшего кинообразования (ИДЭК) и Института фильмологии. Доктор искусствоведения (Институт истории искусств АН СССР, 1956).

## Книги
- Georges Méliès (1961),
- Louis Lumière (1964).
- Садуль Жорж. История киноискусства от его рождения до наших дней. Перевод с четвертого французского издания М.К.Левиной. М. Иностранная литература. 1957г. 464с. Твердый переплет, 18 х 23 формат.(увеличенный).1330
- Жорж. Всеобщая история кино. Том 1. Изобретение кино 1832-1897. Пионеры кино (от Мельдеса до Патэ) 1897-1909. М., Искусство, 1958. 612 стр., ил. обычный формат, Твердый переплет.
- Садуль Жорж. Всеобщая история кино. Том 2. Кино становится искусством 1909-1914. М., Искусство, 1958. 524 стр., ил. обычный формат, Твердый переплет.
- Садуль Жорж. Всеобщая история кино. Том 3. Кино становится искусством. 1914-1920 гг. Под общей редакцией С. Юткевича, перевод с французского А.А. Худадовой, оформление художника С. Бершадского. М. Изд-во Искусство. 1961г. 626с. Твердый переплет, обычный формат. Тираж 10000 экз.
- Садуль Жорж. Всеобщая история кино. Том 4 Часть 1. Послевоенные годы в странах Европы 1919-1929. М., Искусство, 1982. 528 стр., ил. обычный формат, Твердый переплет.
- Садуль Жорж. Всеобщая история кино. Том 4 Часть 2. Голливуд. Конец немого кино. 1919-1929. М., Искусство, 1982. 560 стр., ил. обычный формат, Твердый переплет.
- Садуль Жорж. Всеобщая история кино. Том 6. Кино в период войны 1939-1945. Перевод с французского яз. Ред.проф. С.И.Юткевича. М. Искусство. 1963г. 468 с., ил. Твердый переплет.
- Садуль Жорж. Жизнь Чарли. Пер. с французского И. Грушецкой и Р. Линцер М. Прогресс 1965г. 317 с. + илл. Твердый переплет, Уменьшенный формат.